# 巳
巳（拼音：sì，与“四”同音）是地支之一，通常當為地支的第六位，其前為辰、其後為午。巳月从立夏（公历5月6±1日）当日开始到芒种（公历6月6±1日）前一天为止，大致为農曆四月，巳時為二十四小時制的09:00至11:00，在方向上指東南偏南。五行裡巳代表火，陰陽學說裡巳為陰。
巳有停止之意，因此亦指草木的增長達到了極限的狀態。在後世，人們為了便於記憶，因此將每一地支順序對應每一生肖，所以巳與十二生肖的蛇搭配，在二十八宿的對應是翼宿（翼火蛇）。

## 含巳的干支
- 己巳
- 辛巳
- 癸巳
- 乙巳
- 丁巳